# 勝倉壽一
勝倉 壽一（勝倉 寿一、かつくら としかず、1944年（昭和19年）1月28日 - ）は、日本文学者、福島大学名誉教授、東北文教大学教授。古典から現代まではば広く日本文学を研究。

## 来歴
福島県いわき市生まれ。1967年東北大学文学部国文科卒、70年同大学院文学研究科修士課程修了。1967年東北大学文学部助手、1970年山形女子短期大学講師、73年助教授、1978年愛媛大学教養部助教授、1984年福島大学教育学部助教授、88年教授、1993年「上田秋成の古典学と文芸に関する研究」で東北大学博士（文学）。2009年福島大を定年退任、名誉教授、東北文教大学教授。 2022年、瑞宝中綬章受章。

## 著書
- 『雨月物語構想論』教育出版センター、1977
- 『芥川龍之介の歴史小説』教育出版センター、1983
- 『上田秋成の古典学と文芸に関する研究』風間書房、1994
- 『大鏡の史的空間』風間書房、2005
- 『歴史小説の空間 鴎外小説とその流れ』和泉書院 近代文学研究叢刊 福島大学叢書新シリーズ、2008
- 『小学校の文学教材は読まれているか 教材研究のための素材研究』(国語教育叢書. 東北文教大学叢書) 銀の鈴社, 2014
- 『水鏡の成立と構造』新典社研究叢書 2019

## 参考
- 『現代日本人名録』2002年
- J-GLOBAL